# 賈寶玉
賈寶玉是《紅樓夢》中的男主角与第一主角，銜通靈寶玉而誕，為榮國府二老爺賈政和王夫人的次子。出場時其同母兄賈珠已死，故為賈政惟一的嫡子，深受賈母疼愛，同姐妹們一處嬌養。其同母姐賈元春進宮為妃，異母的弟弟賈環和妹妹賈探春均為趙姨娘所生。賈府下人稱其「寶二爺」，在大觀園詩社中有別號怡紅公子、絳洞花王、富貴閒人。情榜評為「情不情」。
在第三回「金陵城起複賈雨村，榮國府收養林黛玉」中得知，「寶玉」爲其小名，而非正式的名字。其真名在紅學界有多種不同的説法，諸如賈瑛、賈玑、賈寶或賈璋。
賈寶玉与江南甄家的甄宝玉同名，且外貌極為相似。作者以「甄」、「賈」之姓暗喻「真」、「假」，表現二元補襯的思想。有说法认为賈寶玉的前世真身为赤霞宫神瑛侍者（对于贾宝玉是否为神瑛侍者存疑），对绛珠仙草（林黛玉前世）施以甘露之惠，相互许下「木石前盟」，與贾寶玉与寶釵的婚姻「金玉良緣」相對。作者以此渲染出了佛道的因果关系，以及人生如梦的主旨。
其母王夫人称之为「混世魔王」。小说第三回中王夫人因对黛玉说：「你舅舅今日斋戒去了，再见罢。只是有一句话嘱咐你：你三个姊妹倒都极好，以后一处念书认字学针线，或是偶一顽笑，都有尽让的。但我不放心的最是一件：我有一个孽根祸胎， 是家裏的『混世魔王』，今日因庙裏还愿去了，尚未回来，晚间你看见便知了。你只以后不要睬他，你这些姊妹都不敢沾惹他的」 。

## 背景與身份
根據小說第一回甄士隱的夢境，賈寳玉由神瑛侍者脱胎而成，對絳珠仙草有灌溉之恩，因此有還淚一說，出生時口含一塊由女媧補天遺留的大青石化成的玉。
傳說在遠古時代，共工和祝融爭鬥失利，把西北天柱不周山撞斷，天破了一個洞。於是女媧煉三萬六千五百零一塊石頭補天，最後剩餘一塊不用。其一塊石頭後來遇到一和尚和一道士，變形為一塊美玉，名通靈寶玉。後來，赤霞宮神瑛侍者見西方靈河岸上三生石畔有一株絳珠草快要枯死，便以甘露灌溉。該草得延歲月，也修成女身。神瑛侍者隨後下凡歷劫，該草也隨同下凡，並願以一生的眼淚還報神瑛侍者。
程高本比甲戌本、庚辰本等版本多出“只因当年这个石头，娲皇未用，自己却也落得逍遥自在，各处去游玩。一日，来到警幻仙子处，那仙子知他有些来历，因留他在赤霞宫中，名他为赤霞宫神瑛侍者。”一段话，將「補天之石」（「通靈寶玉」）和神瑛侍者合一，認為补天顽石化为神瑛侍者，神瑛侍者投胎为“贾宝玉和他身上的通灵宝玉”。甲戌本、庚辰本等抄本中，并无神瑛侍者即补天之石的描述，而是神瑛侍者投胎为贾宝玉，补天顽石化为其身上的通灵宝玉。这些版本间的差异，有人认为是抄书者漏抄导致丢失该段，有人认为是程高自行添加该段，也有人认为程高只是整理者，他们可能是从其他版本中抄入此句。由于《红楼梦》第一回中说作者删改数次，因此，也可能是作者后来改变观点自行更改所致。还有人认为，“瑛”本意为“玉的光彩”、“像玉的美石”，因此作者的本意即神瑛侍者就是通灵宝玉，但此种说法仍然有混淆“神瑛（即通灵宝玉）”与“神瑛侍者（侍奉神瑛者）”的嫌疑，书中作者对贾宝玉人格品性的描述价与顽石是类似的，脂砚斋对贾宝玉的评价也与对顽石的类似，这已然超出了“主人”与“侍者”的对应，更像是在讲述同一个对象。程高本，也就是前八十回遭高鶚等人大量刪改的通行本系統之內容為，補天頑石化為神瑛侍者，二者一體，此疑為錯誤說法。其他較接近原著的許多手抄本系統未提及神瑛侍者下凡後的真實身份，只提到補天頑石化為通靈寶玉。按字面理解，神瑛侍者是負責守護通靈寶玉的形象。另外書中對神瑛侍者的介紹提到「凡心偶熾」四字，此四字唯在脂硯齋介紹薛寶釵服用冷香丸的原因時再度出現，薛寶釵因「凡心偶熾，是以孽火齊攻」。而薛寶釵的生日為正月二十一日，為中國傳統文化中為紀念女媧補天所設的地穿節，而《紅樓夢》（別名《石頭記》）中及其重要的核心角色補天頑石便是自於女媧補天而來，二者之間微妙神秘的關係引發諸多可能性的探討，尚無定論。此外也有认为神瑛侍者为甄宝玉的说法。
賈寶玉出生時口含一塊寶玉，上書「通靈寶玉」，與前面的情節隱隱有所扣合。這個神話相信人與人之間都有冥冥中不可知的緣分與牽連，紅樓夢以神話拉開序幕，人世的情愛糾纏有了前世的因果。小說正文及脂批記載，第一作者乃是該石頭描寫其下凡后親身經歷的遭遇。因此，小說的第一個名稱便是《石頭記》。相關内容如下：
- 寶玉第一次摔玉時有脂批道：「試問石兄，此一摔比青埂峰下蕭坦臥，何如？」此處是指通靈寶玉。
- 第八回，玉釵颦儿三人喝酒作樂時，有脂批：「試問石兄，比當時青埂峰猿嘯虎啼之聲何如？」這裡可能是指賈寶玉；但如果指通靈寶玉的話也說得通，因爲該玉乃賈寶玉寸步不離貼身攜帶的。但同样是第八回，在写宝玉宝钗互看美玉金锁时有诗云“失去幽灵真境界，幻来亲就臭皮囊”，似指贾宝玉是通灵玉的一层虚假皮囊，离开胸前的石头“命根子”贾宝玉会变得蠢钝遭祸，似有指贾宝玉为石头在人界的又一层幻形。以及为何在与薛宝钗互看宝物时要专门提到贾宝玉与胸前宝玉的真假幻实相对的一致性呢？以及联系薛宝钗与神瑛侍者共有的“凡心偶炽”四字；以及絳珠仙子要酬报神瑛侍者的是其“灌溉之德”（书中着重强调德之塑造的人物是薛宝钗，“可叹停机德”）而非缠绵悱恻的恋情，绛珠仙子下凡是为了报德还恩而非以身相许；以及黛玉的眼泪因宝钗入府开始增多而到钗黛交心结成金兰之契后眼泪开始减少，黛玉流泪的重大变化似乎都是因为宝钗所产生的，还有古代语境中的“侍者”多特指随身女侍或佛门中長老的僧徒，《红楼梦》别名《石头记》又别名《情僧录》，则前世长期身处太虚幻境这般清净女儿之境中的神瑛侍者更有可能是男子还是女子呢？按脂砚斋伏笔，贾宝玉最后开悟出家，则作为书中叙事的主体，是顽石为情僧而贾宝玉为情僧的僧徒，还是贾宝玉（即顽石的幻象）就是情僧（即将《情僧录》这一书名理解为《石头记》这一书名的幻象，对应小说里的空空道人从石头上抄录书中故事遂自改名为情僧而改《石头记》为《情僧录》），还是另有所指呢？
- 在紅樓夢曲引子「開辟鸿蒙，誰為情種」處有夾批道：「非作者為誰？余又曰，非作者，乃石頭耳。」可見作者與石頭有别。

贾宝玉即是神瑛侍者转世的说法仍然存疑，还因一矛盾之处在于第五回神游太虚幻境时众仙子称宝玉为“浊物”，不像是对待曾共同相处的神瑛侍者的态度。除程高本的顽石论外亦有其他说法，比如甄宝玉是神瑛侍者，而贾宝玉是孽鬼等等。
他出生在「賈不假」的榮國府，進宮的元春和已過世的賈珠是其同胞兄姊，是王夫人最小的兒子。

## 形象與性格
他相貌出眾，不以世俗標準為生活準則。他出場時，小說曾以林黛玉的視角描寫他：「面如敷粉，唇若施脂，轉盼多情，語言常笑。天然一段風騷，全在眉梢；平生萬種情思，悉堆眼角」。他曾說「女孩都是水做的骨肉」，從小在女兒堆裡長大，喜歡親近女孩兒，討厭男人，與林黛玉的愛情是世間少有的純愛。他性格的核心是平等待人，尊重個性，主張各人按照自己的意志自由生活。在他心眼裡，人只有真假，沒有善惡美醜的劃分。

## 人際與關係
與林黛玉 - 有大篇幅顯示寶玉與黛玉的戀愛，包含前世的木石結盟至今世的賈府，從猜忌、親密、爭執、相知、相惜；氣剪囊袋、葬花、忌妒金玉良緣與麒麟情緣、寶玉挨打而落淚、紫鵑試玉可見。
與薛寶釵 - 從金玉良緣、羞籠紅麝串、倚寶玉床繡鴛鴦、寶玉挨打贈藥、因兄道破想嫁與寶玉而淚了整夜、勸寶玉仕途經濟可見。
與史湘雲 - 從誤言愛哥哥、第二十一回間接透露在黛玉寶釵未至賈府之前，曾是寶玉的青梅竹馬、戲子事件、湘雲寶玉的金麒麟情緣、稍勸寶玉仕途經濟、與寶玉大嚼鹿肉等劇情可見。
與秦钟 - 寶玉與秦钟的過從甚密。第九回中有學裏其他弟子因見秦钟和寶玉關係親密而導致大打出手的場面。第十五回中，寶玉因捉到秦钟和智能幽會，秦钟為平息事態而與寶玉行事曖昧。“寶玉不知與秦鐘算何帳目，未見真切，未曾記得，此是疑案，不敢纂創。”
與妙玉 - 從遞己用之茶杯與寶玉、用粉紅信賀寶玉生日可見。
與秦可卿 - 寶玉夢中與秦可卿雲雨歡情、知道秦可卿小名、秦可卿一死寶玉立刻吐血。
與晴雯 - 嘲諷寶玉幫麝月梳頭、嘲諷襲人、與寶玉鬥嘴、寶玉撕扇博晴雯一笑、重病時硬撐身子幫寶玉補裘、被攆後寶玉探望並交得信物、死後寶玉作芙蓉女兒誄。
與襲人 - 與寶玉雲雨歡情、柔勸寶玉、寶玉探望襲人、寶玉誤傷襲人而細心照料、擔心寶玉而進言王夫人。
與金釧 - 寶玉和其多次調情，引發寶玉之母攆出金釧，金釧投井自殺事件。
與香菱 - 與寶玉一起埋下所謂的『夫妻蕙』、『並蒂菱花』。

## 身邊的丫環
大丫環（對名）
- 襲人：地位最高的丫環，本姓花，以花氣襲人知晝暖更名為襲人，很懂得人情世故，行事見人大方，話中和氣帶剛強，性格溫柔綿密，後嫁與蔣玉菡。
- 媚人：丫環之一，只出現過一次。高鶚之程高本將其刪除。
- 晴雯：出身較低的丫環，眉眼有類林黛玉，性格直烈，後遭攆而死。寶玉為她寫了《芙蓉女兒誄》，作者讚她：「心比天高，身為下賤，風流靈巧招人怨。」
- 綺霰：丫環之一，出現次數極少。也是地位高的大丫環。
- 麝月：溫順的丫環，受到脂批者的憐惜，寶玉為她梳過頭，受到晴雯戲笑。
- 檀雲：丫環之一，出現次數極少，见于第二十三回，夏夜即事：“窗明麝月開宮鏡，室靄檀雲品御香。”“第七十八回，芙蓉女兒誄：鏡分鸞別，愁開麝月之奩[註 5]；梳化龍飛，哀折檀雲之齒。”兩處麝月檀雲並提。但實質內容卻只有寶玉幫麝月對鏡梳頭的劇情，並沒有檀雲食用御香而折齒的內容。高鶚之程高本將其刪除。同時，在此處似遺失了檀雲和賈寶玉的互動的章節。
- 秋紋：大丫環，因主子賞禮而沾沾自喜，出現次數較頻繁。排擠小紅。
- 碧痕/碧浪：大丫環，或稱為碧浪，出現次數較少。排擠小紅。

小丫環
- 茜雪：因未阻止寶玉之奶媽，喝下留給黛玉的楓露茶，遭到波及。寶玉要攆奶媽，卻不知什麼書中未提及的緣故茜雪反被逐。據脂批八十回之後會去獄神廟探望寶玉。
- 紫綃：丫環之一，出現次數極少。高鶚之程高本將其刪除，带来了逻辑上的漏洞。
- 佳蕙：小丫環，出現次數極少。大約出現在提到綺霰和小紅之時。
- 春燕：小丫環。劇情約在五十九回。何媽是芳官的乾媽、春燕的母親。但何媽卻對春燕和芳官的態度極差勁。
- 四兒：原名芸香，襲人改蕙香，賈寶玉又改四兒。後因為說出和寶玉同生日是夫妻之話，遭賈寶玉的母親攆出去。
- 柳五兒：廚娘之女。委託芳官，希望能當寶玉的丫環。書中寫到她已病死。高鶚之程高本將其復活，並在前八十回加入探望晴雯、後四十回則遭到寶玉呈錯愛誤認為晴雯。
- 小紅：本名林紅玉，林之孝的女兒。聪明伶俐、上进心强，後在王熙鳳手下做事，並与賈芸戀愛。據脂批八十回之後會同贾芸一起幫助落魄的寶玉。
- 墜兒：小紅與賈芸互傳情意的關鍵人物，後因偷了蝦鬚鐲，晴雯知道後代替賈寶玉將她攆出。
- 篆兒：晴雯攆墜兒時只出現過一次的小丫環，和邢岫煙的丫環篆兒不同。

十二官：
- 芳官：活潑伶俐的女伶，後在大觀園抄檢時出家（晴雯、四兒此時被攆）。

## 身邊的小廝
貼身小廝
- 茗煙：又名焙茗，是賈寶玉最得力的貼身小廝，常同賈寶玉進進出出，例如祭拜金釧等。曾與卍兒偷情被賈寶玉捉住。
- 李貴：賈寶玉的小廝，亦是賈寶玉奶媽的兒子。

其他小廝
掃紅、鋤藥、墨雨、掃花、伴鶴、引泉、挑雲、雙瑞、雙壽、王榮、錢啟、張若錦、趙亦華。

## 評價
- 紅樓夢：無故尋愁覓恨，有時似傻如狂。縱然生得好皮囊，腹內原來草莽。潦倒不通世務，愚頑怕讀文章。行爲偏僻性乖張，那管世人誹謗！富貴不知樂業，貧窮難耐凄凉。可憐辜負好韶光，于國于家無望。天下無能第一，古今不肖無雙。寄言紈絝與膏粱，莫效此兒形狀！

## 結局
高鶚續筆版：原有意娶林黛玉為妻，但因為家族的安排迎娶薛寶釵，被告知林黛玉逝世的消息而悲慟不已。寶玉後來病重之際，獲得和尚送來通靈寶玉，從幻境中復甦，寶玉受兩度歷幻境（含先前於幻境偶遇警幻仙子的事件）的影響，看淡兒女情長。最終寶玉雖同李紈之子賈蘭考取舉人，但是寶玉最終跟隨僧人出家，正式離開賈府。

## 人物原型
- 自传派：胡适认为贾宝玉的原型是曹雪芹本人，由此创立“自传说”，被称为“新红学”。[5]新红学的一支认为賈寶玉原型應為曹頫，曹頫8歲被過繼給曹寅承襲江寧織造一職，對應小說中賈珠早逝，即現實中早逝的曹寅兒子曹颙。賈珠有遺腹子賈蘭即為曹雪芹。曹頫21歲被抄家，並由親身經歷完成紅樓夢原型《石頭記》，交由曹雪芹增刪批閱，而後曹頫又化名脂硯齋對曹雪芹增刪批改的版本進行評點。曹頫給康熙、雍正奏章的字體，與脂硯齋抄錄，點評時的字體是一致的。
- 索隐派：索隐派对贾宝玉原型说法多样。蔡元培认为贾宝玉“影射康熙时的废太子胤礽”[6]；有学者认为是纳兰性德；亦有说法认为是传国玉玺。

## 主要影視形象
| 飾演的演員   | 影視作品                           |
| 徐玉兰       | 1962年越劇电影《紅樓夢》           |
| 林青霞       | 1977年黄梅调电影《金玉良缘紅樓夢》 |
| 歐陽奮強     | 1987年电视劇《紅樓夢》             |
| 夏钦         | 1989年电影《紅樓夢》               |
| 鐘本偉       | 1996年華視電視劇《紅樓夢》         |
| 姬晨牧       | 1999年电视剧《秦可卿之谜》         |
| 迟佳         | 2002年电视剧《红楼丫头》           |
| 杨洋、于小彤 | 2010年电视劇《紅樓夢》             |
| 馬天宇       | 2010年电视劇《黛玉傳》             |

## 軼事
- 近地小行星爱神星上有兩座环形山分別是以賈宝玉和林黛玉的名字命名的[7][8]。
- 周治平的《青梅竹馬》和李克勤的《紅樓夢》歌詞中載有「賈寶玉」一詞。

### 类似角色故事
- 西特洛康，为台灣達悟族傳說中由石頭變成的人
- 石矶娘娘，为《封神演义》里，有一块石头变成的女妖
- 孙悟空，为《西游记》里，由花果山的一颗石头变成的猴子